# Manihot pohlii
Manihot pohlii är en törelväxtart som beskrevs av Heinrich Wawra. Manihot pohlii ingår i släktet Manihot och familjen törelväxter. Inga underarter finns listade i Catalogue of Life.